# Ghiacciaio d'Argentiere
Il ghiacciaio d'Argentiere (in francese glacier d'Argentière) è un ghiacciaio delle Alpi del Monte Bianco che si trova sul versante francese delle medesime. Interessa il dipartimento dell'Alta Savoia ed il comune di Chamonix.

## Caratteristiche

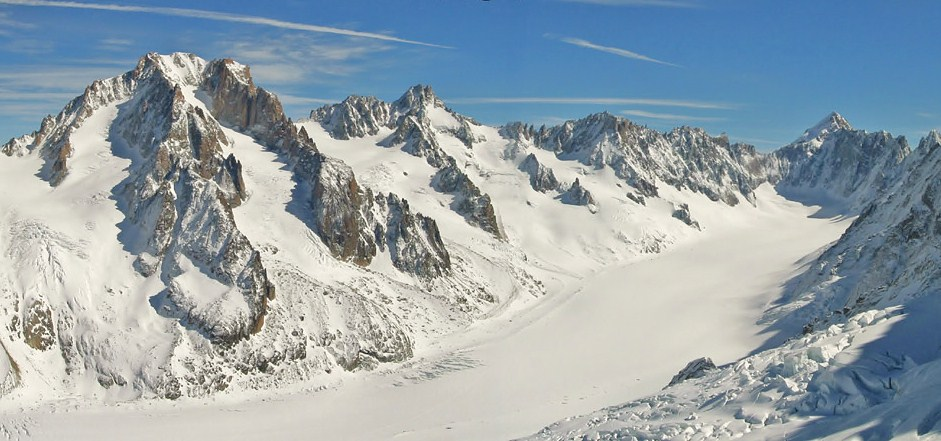
La parte alta del ghiacciaio.

Il ghiacciaio prende forma ad un'altezza di circa 3.000 metri in un circo glaciale dominato dal mont Dolent (3.820 m) e dall'aiguille de Triolet (3.874 m). Il rifugio d'Argentière (2.771 m) si trova al centro di questo circo glaciale. Più a valle il ghiacciaio è dominato da alte vette: Les Droites (4.000 m), la Grande Rocheuse (4.102 m), l'aiguille Verte (4.122 m) e l'aiguille d'Argentiere (3.902 m).
La lingua terminale del ghiacciaio domina dall'alto la località Argentière nel comune di Chamonix.